# Жуково (Україна)
Жу́ково (до 1995 року — Жукове) — село в Україні, у Мукачівському районі Закарпатської області. Входить до складу Івановецької сільської громади.

## Історія
Перша згадка у 1417 році
Церква св. Івана Хрестителя. 1867.
У 1692 р. село згадують як філію Чопівців. З 1733 р. є згадка про дерев'яну церкву св. Іоана з двома дзвонами. У 1778 p., згідно з документами, у селі не було ні церкви, ні священика.
У 1798 р. знову згадують дерев'яну церкву, яка простояла аж до будівництва мурованої, зведеної зусиллями о. Григорія Примича на місці дерев'яної. Оновлену церкву благословив 7 листопада 1907 р. о. Георгій Шуба. Іконостас, казательницю, жертовник, балдахін і циборію «прекрасно і чесно зробив» майстер з Галичини Іван Чміль у 1911 р., про що з метою реклами повідомила газета «Наука». У 1938 р. збудували нові хори. Кошториси робіт зробили майстри Андрій Васько і Гайдош, а М. Гараґонич мав виконати малярську роботу. Над західним входом написана дата й 1867 р. (у шематизмі Мукачівської єпархії за 1883 р. церкву датують 1877 р.), а також 1989 — рік ремонту.
Біля церкви стоїть ладна дерев'яна каркасна дзвіниця на бетонному фундаменті, вкрита шатровим дахом з ліхтариком і главкою. На великому дзвоні написано, що його вилив Ф. Еґрі в 1921 р. на кошти Стефана Білого та Михайла Герцуського на місце дзвонів, реквізованих у Першу світову війну. Менший дзвін, також роботи Ф. Еґрі з 1921 p., оплатили «американські русини», а найменший належить до старих пам'яток.
Кириличний напис повідомляє, що «Сей дзвонъ до веси Жуково иждивеніємь церковним излят у Пряшові року АΩКГ (1823)», а напис латиникою згадує майстрів: «FUSA EPERIENSINI DER PAUL SCHMITZ ЕТ FRANZ LECHERER A. 1823». Бетонний хрест біля дзвіниці поставив Василь Герцовський з мамою Анною Волошин у 1906 р.
У 1950 р. місцевого священика Миколу Теґзу радянська влада заслала в концтабори Казахстану, де він помер у 1953 р.

## Населення
Згідно з переписом УРСР 1989 року чисельність наявного населення села становила 648 осіб, з яких 307 чоловіків та 341 жінка.
За переписом населення України 2001 року в селі мешкало 557 осіб.

### Мова
Розподіл населення за рідною мовою за даними перепису 2001 року:
| Мова       | Відсоток |
| ---------- | -------- |
| українська | 98,74 %  |
| російська  | 1,26 %   |

## Економіка
- Фермерське господарство «Світ М'яса» — виробник ковбас, зернові цирстерни, продаж для скоту інших сіл.

## Люди та вулиці
В селі народився Басараб Василь Степанович — український поет і прозаїк.
Вулиці:
Миру (центральна),Молодіжна, Івана Франка, Лесі Українки, Садова, Квітнева та Миру (крайня). 

## Туристичні місця
- храм св. Івана Хрестителя. 1867.
- річка Полюй